# Luka Kerin
Luka Kerin (* 23. März 1999 in Brežice) ist ein slowenischer Fußballspieler auf der Position eines Stürmers. Seit Februar 2018 steht er beim NK Celje mit Spielbetrieb in der höchsten slowenischen Fußballliga unter Vertrag.

## Vereinskarriere

### Karrierebeginn in der Heimat
Luka Kerin wurde am 23. März 1999 in der Stadt Brežice, unweit der Grenze zu Kroatien, geboren und begann seine Vereinskarriere als Fußballspieler kurz vor seinem achten Geburtstag, als er beim NK Krško angemeldet wurde. Beim Klubs aus der Nachbarstadt Krško durchlief er sämtliche Nachwuchsspielklassen und trat bereit in jungen Jahren als äußerst torgefährlich in Erscheinung. In der Saison 2012/13 absolvierte er 26 von 30 möglich gewesenen  Meisterschaftsspielen in der U-14-Liga und kam dabei auf 40 Treffer. Mit zwei Toren Rückstand auf Kevin Žižek vom NK Maribor war er der zweitbeste Torschütze der Liga und schloss diese mit seiner Mannschaft auf dem dritten Platz in der Endtabelle ab. 2013/14 konnte er seine Leistung noch einmal steigern und kam unter der Führung von Rok Zorko bei 24 Einsätzen in der U-15-Liga auf 51 Tore. Unter anderem erzielte er bei einem 15:1-Erfolg über die Alterskollegen von Rudar Velenje zehn Tore. Mit seinen 51 Treffern wurde er Torschützenkönig dieser Saison. Des Weiteren brachte er es zu 14 Ligaeinsätzen und zehn -toren für die U-17-Mannschaft in der 2. Slovenska Kadetska Liga.
Durch seine Leistungen wurde er von verschieden internationalen Topklubs umworben, verbrachte die Saison 2014/15 jedoch noch beim NK Krško. In 28 Spielen für die U-17-Mannschaft in der 1. Slovenska Kadetska Liga erzielte er 15 Tore und schloss die Saison mit der Mannschaft auf Rang sieben ab. Nachdem der slowenische U-13- und U-15-Meister bereits in der Winterpause der Saison 2014/15 kurz vor einem Wechsel ins Ausland stand, wechselte er nach Saisonende in den Nachwuchs des italienischen Topvereins Inter Mailand. Kerin hatte zu diesem Zeitpunkt bereits einen Vertrag bei der Herrenmannschaft des NK Krško, zu diesem Zeitpunkt in der slowenischen Zweitklassigkeit agierend, unterfertigt, was sich wiederum auch auf die Ablösesumme, die Inter Mailand für den jungen Offensivakteur bezahlen musste, auswirkte.

### Nachwuchsspieler bei Inter Mailand
Bereits im ersten Saisonspiel gab Kerin sein Debüt in der Campionato Nazionale Under-17 B, als er zu einem Kurzeinsatz kam. In weiterer Folge kam er zumeist als Linksaußen zum Einsatz, absolvierte aber auch einige Spiele als Mittelstürmer. Nach Einsätzen in 19 von 26 möglich gewesenen Meisterschaftsspielen, in denen er sieben Mal zum Torerfolg kam, rangierte der junge Slowene mit seiner Mannschaft auf dem ersten Tabellenplatz der regulären Saison. In der saisonabschließenden Finalrunde kam er nur im ersten Gruppenspiel zum Einsatz, in den restlichen Partien bis zum Finale saß er entweder ohne Einsatz auf der Ersatzbank oder war gar nicht Teil des Kaders. Das Finale gegen die Alterskollegen von Atalanta Bergamo verlor Inter Mailand erst in der Verlängerung mit 1:2.
In der darauffolgenden Spielzeit wurde Kerin abwechselnd in Campionato Nazionale Under-17 B und in der Campionato Primavera Girone C eingesetzt. Mit dem Primavera-Team schaffte es der Linksfuß bis in die Finalrunde und konnte sich in dieser ebenfalls gegen die Konkurrenz durchsetzen. Am Ende ging der Nachwuchs von Inter Mailand als Sieger der Campionato Primavera hervor. Ende August 2017 wurde der Slowene auf Leihbasis bis Jahresende zurück in seine Heimat geschickt, wo er bei seinem ehemaligen Verein NK Krško unterkam. Hier agierte er zumeist für das U-19-Juniorenteam in der 1. Slovenska Mladinska Liga und kam für dieses bis zum Ende der Leihzeit in acht Meisterschaftsspielen zum Einsatz, wobei er vier Mal zum Torerfolg kam. Dabei schaffte er auch den Durchbruch in den Profifußball und debütierte am 10. September 2017 in der Slovenska Nogometna Liga, der höchsten slowenischen Fußballliga. Unter Trainer Stipe Balajić kam er bei der 2:4-Heimniederlage gegen den NK Olimpija Ljubljana kam er ab der 90. Spielminute für den Kroaten Nikola Mandić zum Einsatz.

### Fixe Rückkehr nach Slowenien
Danach saß er abwechselnd uneingesetzt auf der Ersatzbank bzw. gehörte gar nicht zum Kader, ehe er am 28. Oktober zu einem weiteren Kurzeinsatz kam. In weiterer Folge gehörte er bis zur Winterpause nicht mehr zum Profiaufgebot des NK Krško und verbrachte die restliche Zeit in der Jugend, für deren U-19-Team er in acht Spielen vier Tore erzielte. Nur wenige Wochen nach seiner Rückkehr nach Italien endete sein dortiges Engagement und er wechselte wieder zurück in die Heimat, wo er vom Erstligisten NK Celje unter Vertrag genommen wurde. Hier unterschrieb er einen Vertrag mit einer Laufzeit bis Saisonende 2019/20. Für den Klub aus der drittgrößten Stadt Sloweniens kam er bereits im ersten Spiel des Frühjahrs zu seinem Pflichtspieldebüt, als er bei einer 1:2-Auswärtsniederlage gegen den NK Olimpija Ljubljana von Trainer Dušan Kosič ab der 81. Spielminute im Gegenzug für Dario Vizinger aufs Spielfeld kam. Nachdem das darauffolgende Spiel aufgrund der Witterungsbedingungen verschoben wurde, kam Kerin in der 21. Meisterschaftsrunde bei einem 2:0-Heimsieg über den ND Gorica von Beginn an als Linksaußen zum Einsatz, erzielte in der vierten Spielminute den 1:0-Führungstreffer und wurde ab der 39. Minute durch Bian Paul Šauperl ersetzt. Danach gehörte er für drei Partien nicht zum Kader und wurde daraufhin von Ende März bis Anfang Mai regelmäßig, jedoch zumeist als Ersatzspieler, eingesetzt. Mit acht Einsätzen (1 Tor + 1 Vorlage) für den NK Celje beendete er die Spielzeit 2017/18 mit dem Team auf dem fünften Tabellenplatz und verpasste nur knapp einen internationalen Startplatz.
Auch in der nachfolgenden Spielzeit 2018/19 tat sich Kerin lange schwer in die Profimannschaft zu finden, saß nur selten auf der Ersatzbank und gehörte meist gar nicht dem Profikader an. Nachdem er bis zur Winterpause lediglich auf zwei Einsätze gekommen war, ließ ihn Kosič ab dem Frühjahr öfter zum Einsatz kommen. Bis zum Ende der Saison, als er mit der Mannschaft abermals den fünften Platz belegte, hatte es der 20-Jährige auf zwölf Ligaeinsätze, ein -tor, sowie zwei -vorlagen gebracht. Weiters absolvierte er für die Mannschaft zwei Spiele im slowenischen Pokal 2018/19 und schied dabei mit dem NK Celje im Achtelfinale gegen den NK Krško aus. In der nachfolgenden Saison 2019/20 begann Kerin noch als Ersatzspieler wurde aber schon bald von seinem Trainer Dušan Kosič zum Stammspieler umfunktioniert. Mit Ausnahme von vier aufeinanderfolgenden Spielen zwischen Ende September und Anfang Oktober 2019 war Kerin daraufhin in allen bisher (Stand: 26. April 2020) gespielten Meisterschaftspartien im Einsatz und kam bei seinen 21 Einsätzen auf vier Treffer und sechs Torvorlagen. Des Weiteren wurde der vor allem als Linksaußen eingesetzte Kerin im Pokal Slovenije 2019/20 in allen vier Spielen seiner Mannschaft eingesetzt, steuerte dabei insgesamt drei Tore bei und schied mit der Mannschaft im Viertelfinale gegen den NK Radomlje aus.

## Nationalmannschaftskarriere
Erste Erfahrungen in einer slowenischen Nachwuchsauswahl sammelte Kerin, als er im September 2014 erstmals in der U-16-Auswahl seines Heimatlandes zum Einsatz kam. Nach seinem Debütspiel gegen die Alterskollegen aus Österreich am 9. September kam er zwei Tage später in einem weiteren Länderspiel gegen Österreich zum Einsatz. Etwa einen Monat später folgten zwei weitere freundschaftliche U-16-Länderspiele gegen Serbien, wobei er auch einmal zum Torerfolg kam.
Zwischen Anfang März und Ende August 2015 kam Kerin daraufhin in zehn freundschaftlichen Länderspielen der slowenischen U-17-Auswahl zum Einsatz. Für diese trat er daraufhin Ende September in zwei der drei Gruppenspiele der ersten Qualifikationsrunde zur U-17-Fußball-Europameisterschaft 2016 an. Nachdem sich die Mannschaft für die nachfolgende Eliterunde der Qualifikation qualifiziert hatte, absolvierte Kerin zwei Freundschaftsspiele zur Vorbereitung und trat daraufhin im März 2016 in allen drei Spielen der Eliterunde in Erscheinung. Mit den Slowenen verpasste er allerdings die Qualifikation für die im Mai 2016 in Aserbaidschan stattfindende Endrunde. Bei seinen 17 U-17-Länderspielen, die er bis zu diesem Zeitpunkt absolviert hatte, steuerte er sechs Treffer bei.
Nach zwei Einsätzen in Freundschaftsspielen für die slowenische U-18-Auswahl im März 2017 kam Kerin am 29. August 2017 zu seinem Debüt für die U-19-Auswahl seines Heimatlandes. Nach einem weiteren zwei Tage später stattfindenden U-19-Freundschaftsspiel absolvierte der Linksfuß im Oktober desselben Jahres zwei Qualifikationsspiele zur U-19-Fußball-Europameisterschaft 2018. Als Dritter der Gruppe 4 scheiterte die Mannschaft jedoch bereits am Einzug in die Eliterunde der Qualifikation.